# بورغ كريستنسن
بورغ كريستنسن هو لاعب رماية دنماركي، ولد في 18 مايو 1912 في كوبنهاغن في الدنمارك، وتوفي في 4 أغسطس 1967 في Gentofte Municipality ‏ في الدنمارك.

## وصلات خارجية
- بورغ كريستنسن على موقع أوليمبيديا (الإنجليزية)